# The Pipettes
The Pipettes é um grupo pop de Brighton, Reino Unido, com estilo retrô e sonoridade inspirada no músico pop Phil Spector.

## História
O promotor artístico Monster Bobby formou o grupo com a intenção de reviver o som pop de Spector dando-lhe uma atualização. Recrutou para isso três mulheres para serem as porta-vozes do grupo. Os músicos da banda (conhecidos oficialmente como "The Cassettes") raramente aparecem em entrevistas e fotos promocionais, conferindo uma aura de mistério e enfatizando o papel das vocalistas. O grupo teve sua formação consolidade em 2004, mas no início de 2005 uma de suas integrantes originais, Julia, saiu da banda.
Três discos de vinil de tiragem limitada foram lançados no verão de 2005, conquistando um contrato com a gravadora Memphis Industries, que também tem contrato com o The Go! Team. Lançaram seu primeiro single e fizeram apresentações tanto como headliner (atração principal) quanto como show de abertura para grupos mais famosos como The Magic Numbers e British Sea Power. Suas apresentações se caracterizam pelos vestidos de bolinha das vocalistas e suas coreografias sincronizadas.

## Integrantes
Todas se apresentam como "Pipette". No entanto, é sabido que o nome verdadeiro de Rose é Rose Dougall, o de Gwenno é Gwenno Saunders e o de Julia é Julia Clark-Lowes, após sua saída do The Pipettes Julia entrou para o The Indelicates.
- Gwenno Saunders
- Ani Saunders
- Bobby – Guitarra
- Jon – Baixo
- Seb – Teclados
- Joe – Bateria

### Ex-integrantes
- Joe Van Moyland
- Julia Clarke-Lowes
- Rose Elinor Dougall
- Rebecca Stephens
- Anna McDonald
- Beth Mburu-Bowie

## Discografia

### Álbuns
- We Are the Pipettes (2006)
- Earth vs. Pipettes (2010)

### Singles
| Ano  | Canção                                     | Álbum               |
| ---- | ------------------------------------------ | ------------------- |
| 2004 | "Pipettes Christmas Single" *              | —                   |
| 2005 | "I Like a Boy in Uniform (School Uniform)" | —                   |
| 2005 | "ABC"                                      | —                   |
| 2005 | "Judy"                                     | —                   |
| 2005 | "Dirty Mind"                               | We Are the Pipettes |
| 2006 | "Your Kisses Are Wasted on Me"             | We Are the Pipettes |
| 2006 | "Pull Shapes"                              | We Are the Pipettes |
| 2006 | "Judy" (regravação)                        | We Are the Pipettes |
| 2010 | "Our Love Was Saved By Spacemen" +         | Earth vs. Pipettes  |
| 2010 | "Stop The Music"                           | Earth vs. Pipettes  |
| 2011 | "Boo Shuffle"                              | —                   |

### EPs
- Meet the Pipettes (2006)

### Outros
- Kiss Kiss Bang Bang (2005)
- Rough Trade Counter Culture Compilation 2005 (2006)
- The Memphis Family Album (2006)